# Пройетти, Лидия
Лидия Пройетти (итал. Lidia Proietti; 30 января 1921, Фоджа — 16 сентября 2014, Имберсаго) — итальянская пианистка и музыкальный педагог.
Училась в Брешии и Милане, затем в Болонской консерватории. Впоследствии совершенствовалась в Академии Киджи и в Академии Санта-Чечилия, в том числе под руководством Альфредо Казеллы. Начиная с 1940-х гг. много выступала по итальянскому радио, гастролировала во Франции и в Бразилии, однако в 1960-е гг. постепенно перешла к преподавательской деятельности. Вплоть до 1978 г. сотрудничала с Академией Киджи, главным образом как концертмейстер скрипичных семинаров, работая в том числе с Франко Гулли и Сальваторе Аккардо. На протяжении многих лет была также ассистенткой на мастер-классах Артуро Бенедетти Микеланджели. Педагогическая карьера Пройетти увенчалась должностью директора Болонской консерватории в 1979—1981 гг. и повторно в 1983—1991 гг.